# Ryssland i olympiska sommarspelen 2016
Ryssland deltog med 282 deltagare vid de olympiska sommarspelen 2016 i Rio de Janeiro.

## Medaljer
| Medalj | Namn | Sport                                | Gren                                     |
| ------ | --- | ------------------------------------ | ---------------------------------------- |
| 1      | Beslan Mudranov | Judo                                 | Lättvikt                                 |
| 1      | Jana Jegorjan | Fäktning                             | Damernas sabel                           |
| 1      | Chasan Chalmurzajev | Judo                                 | Herrarnas 81 kg                          |
| 1      | Inna Deriglazova | Fäktning                             | Damernas florett                         |
| 1      | Artur Achmatchuzin Aleksej Tjeremisinov Timur Safin | Fäktning                             | Herrarnas lagtävling i florett           |
| 1      | Jekaterina Djatjenko Julia Gavrilova Jana Jegorjan Sofja Velikaja | Fäktning                             | Damernas lagtävling i sabel              |
| 1      | Jekaterina Makarova Jelena Vesnina | Tennis                               | Damdubbel i tennis                       |
| 1      | Alija Mustafina | Gymnastik                            | Damernas barr                            |
| 1      | Roman Vlasov | Brottning                            | Herrarnas grekisk-romersk stil, 75 kg    |
| 1      | Davit Tjakvetadze | Brottning                            | Herrarnas grekisk romersk stil, 85 kg    |
| 1      | Jevgenij Tisjtjenko | Boxning                              | Herrarnas tungvikt                       |
| 1      | Natalja Isjtjenko Svetlana Romasjina | Konstsim                             | Damernas duett                           |
| 1      | Vlada Tjigirjova Natalja Isjtjenko Svetlana Kolesnitjenko Aleksandra Patskevitj Jelena Prokofjeva Svetlana Romasjina Alla Sjisjkina Gelena Topilina Maria Sjurotjkina | Konstsim                             | Damernas lagtävling                      |
| 1      | Rysslands damlandslag i handboll Anna Sedojkina Polina Kuznetsova Darja Dmitrijeva Anna Sen Olga Akopjan Anna Vjachireva Marina Sudakova Vladlena Bobrovnikova Viktorija Zjilinskajte Jekaterina Marennikova Irina Bliznova Jekaterina Ilina Maja Petrova Tatjana Jerochina Victorija Kalinina | Handboll                             | Damernas turnering                       |
| 1      | Abdulrasjid Sadulajev | Brottning                            | Herrarnas fristil, 86 kg                 |
| 1      | Margarita Mamun | Gymnastik                            | Damernas mångkamp                        |
| 1      | Aleksander Lesun | Modern femkamp                       | Herrarnas tävling                        |
| 1      | Vera Birjukova Anastasija Bliznjuk Anastasija Maksimova Anastasija Tatareva Maria Tolkatjeva | Gymnastik                            | Damernas truppmångkamp                   |
| 1      | Soslan Ramonov | Brottning                            | Herrarnas fristil, 65 kg                 |
| 2      | Vitalina Batsarasjkina | Skytte                               | Damernas 10 m luftpistol                 |
| 2      | Tujana Dasjidorzjijeva Ksenia Perova Inna Stepanova | Bågskytte                            | Damernas lagtävling                      |
| 2      | Sofja Velikaja | Fäktning                             | Damernas sabel                           |
| 2      | Denis Abljazin David Beljavskij Ivan Stretovitj Nikolaj Kuksenkov Nikita Nagornyj | Gymnastik                            | Herrarnas lagmångkamp                    |
| 2      | Julia Jefimova | Simning                              | Damernas 100 m bröstsim                  |
| 2      | Angelina Melnikova Alija Mustafina Maria Paseka Darja Spiridonova Seda Tutchaljan | Gymnastik                            | Damernas lagmångkamp                     |
| 2      | Olga Zabelinskaja | Cykling                              | Damernas tempolopp                       |
| 2      | Julia Jefimova | Simning                              | Damernas 200 m bröstsim                  |
| 2      | Darja Sjmeljova Anastasia Vojnova | Cykling                              | Damernas lagsprint                       |
| 2      | Sergej Kamenskij | Skytte                               | Herrarnas 50 meter gevär, tre positioner |
| 2      | Maria Paseka | Gymnastik                            | Damernas hopp                            |
| 2      | Denis Abljazin | Gymnastik                            | Herrarnas hopp                           |
| 2      | Valerija Zjolobova | Brottning                            | Damernas fristil, 58 kg                  |
| 2      | Natalja Vorobjova | Brottning                            | Damernas fristil, 69 kg                  |
| 2      | Aleksej Denisenko | Taekwondo                            | Herrarnas 68 kg                          |
| 2      | Aniuar Gedujev | Brottning                            | Herrarnas fristil, 74 kg                 |
| 2      | Jana Kudrjavtseva | Gymnastik                            | Damernas individuella mångkamp           |
| 3      | Natalja Kuziutina | Judo                                 | 52 kg                                    |
| 3      | Timur Safin | Fäktning                             | Herrarnas florett                        |
| 3      | Vladimir Maslennikov | Skytte                               | Herrarnas 10 m luftgevär                 |
| 3      | Anton Tjupkov | Simning                              | Herrarnas 200 m bröstsim                 |
| 3      | Olga Kotjneva Violetta Kolobova Tatjana Logunova Ljubov Sjutova | Fäktning Damernas lagtävling i värja |                                          |
| 3      | Alija Mustafina | Gymnastik                            | Damernas individuella mångkamp           |
| 3      | Jevgenij Rylov | Simning                              | Damernas 200 m ryggsim                   |
| 3      | Kirill Grigorjan | Skytte                               | Herrarnas 50 meter gevär, liggande       |
| 3      | Stefanija Jelfutina | Segling                              | Damernas RS:X                            |
| 3      | Denis Dmitrijev | Cykling                              | Herrarnas sprint                         |
| 3      | Denis Abljazin | Gymnastik                            | Herrarnas lagmångkamp                    |
| 3      | Anastasija Beljakova | Boxning                              | Damernas lättvikt                        |
| 3      | Vladimir Nikitin | Boxning                              | Herrarnas bantamvikt                     |
| 3      | Sergej Semjonov | Brottning                            | Herrarnas grekisk-romersk stil, 130 kg   |
| 3      | Roman Anosjkin | Kanotsport                           | Herrarnas K-1 1000 m                     |
| 3      | David Beljavskij | Gymnastik                            | Herrarnas barr                           |
| 3      | Anastasija Beljakova | Boxning                              | Damernas lättvikt                        |
| 3      | Jekaterina Bukina | Brottning                            | Damernas fristil, 75 kg                  |